# Коюнкьой
Коюнкьой (на гръцки: Κιμμέρια, Кимерия) е село в Западна Тракия, Гърция в дем Ксанти.

## История
Александър Синве („Les Grecs de l’Empire Ottoman. Etude Statistique et Ethnographique“), който се основава на гръцки данни, в 1878 година пише, че в Куюкьой (Kouyou-keuy), Ксантийска епархия, живеят 400 гърци.
Христо Караманджуков пише:
| „ | Голямата планинска част от околията се населеляваше от българомохамедани и българохристияни и отчасти много малко турци. Полската част, същинското Енидженско поле, бе населено изключително с турци. Всред тях, кацнали като оазиси, стояха гръцките села Коюнкьой и Булустра. Малка част гърци, всъщност цинцари, населяваха с. Енидже, някогашния център в Енидженското поле, който после се премести в Ксанти. | “ |

Към 1942 година в селото живеят 2000 души-помаци.